# Canadiens de Montréal
I Canadiens de Montréal (spesso indicati anche con la dizione inglese, Montreal Canadiens) sono una squadra canadese di hockey su ghiaccio, con sede a Montréal, Québec, che gioca nella lega professionistica nordamericana, la National Hockey League. I Canadiens sono inseriti nella Atlantic Division della Eastern Conference.
Fondato nel 1909, il club è l'unico, fra quelli attualmente nella NHL, ad esistere da prima della creazione della Lega ed è una delle più antiche franchigie degli sport nordamericani (l'unica con sede nella provincia del Québec); fa parte delle Original Six. La squadra ha potuto vantare, nella sua storia, giocatori come George Hainsworth, Guy Lafleur, Maurice ed Henri Richard, Toe Blake, Jacques Lemaire, Patrick Roy (considerato tra i migliori portieri nella storia della lega) e, più recentemente, Carey Price e Brian Gionta. I peggiori rivali della squadra sono i Boston Bruins, che hanno affrontato in ben 7 finali di playoff; altra forte rivalità è quella con i vicini dei Toronto Maple Leafs, la seconda società più vincente dell'NHL. In precedenza, erano molto accesi i confronti con le squadre concittadine dei Montreal Maroons e dei Québec Nordiques, sodalizi entrambi scomparsi.
I Canadiens sono la squadra con più vittorie nella Stanley Cup: ben 24 successi di cui 5 consecutivi (dal 1956 al 1960), seconda striscia vincente più lunga in uno sport americano dopo gli 8 successi dei Boston Celtics in NBA.

## Storia

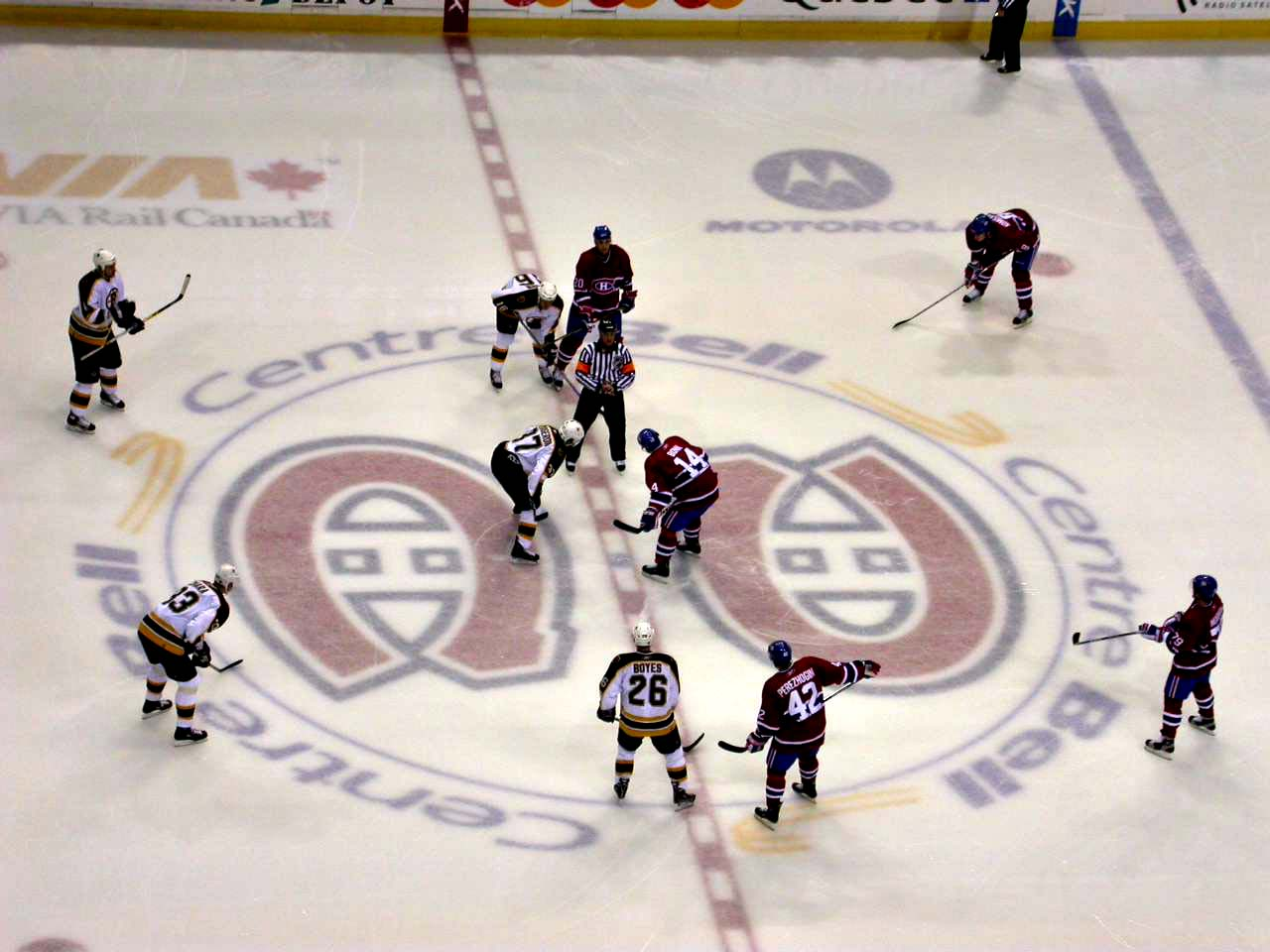
I Canadiens (in maglia rossa) affrontano i Boston Bruins al Bell Centre

I Montreal Canadiens furono fondati il 4 dicembre 1909 da Ambrose O'Brien come membri della National Hockey Association. Tuttavia, la loro prima stagione fu pessima, dato che si piazzarono ultimi. In seguito, la proprietà della squadra fu assegnata a George Kennedy, e le prestazioni della squadra migliorarono, portandoli, nel 1916, a vincere la loro prima Stanley Cup. Nel 1917, i Canadiens, assieme ad altre quattro squadre, formarono la National Hockey League, e nel 1924 vinsero la loro prima Stanley Cup da squadra dell'NHL. 
Dopo le due coppe vinte nel 1930 e nel 1931, i Canadiens e i loro rivali cittadini dei Montreal Maroons rischiarono il fallimento a causa della Grande depressione, tuttavia mentre i Maroons fallirono, gli habs riuscirono a trovare degli investitori e sopravvissero. Negli anni quaranta tornarono al successo, vincendo due Stanley Cup. Quindi, dal 1953 al 1960 i Canadiens vinsero 6 volte la coppa, di cui cinque consecutive (dal 1956 al 1960). Dopo un breve periodo, dal 1965 al 1979 la squadra vinse 10 titoli in 15 stagioni, con 4 vittorie consecutive (1976-1979). Inoltre, nella stagione 1976-1977, i Canadiens riuscirono nell'impresa di perdere solamente 8 gare in 80 partite.
Dopo il dominio dei New York Islanders e la vittoria degli Edmonton Oilers, gli habs, guidati dall'esordiente Patrick Roy vinsero la Stanley Cup 1986, ripetendosi poi nel 1993. Fino al 2000, i Canadiens erano riusciti a vincere una Stanley Cup in ogni decennio, tuttavia la mancanza di coppe vinte tra il 2001 ed il 2010 ha interrotto questa serie. Il 29 dicembre 2008, superando per 5-2 i Florida Panthers, i Canadiens sono diventati la prima squadra capace di vincere 3.000 gare in NHL.
Il 4 dicembre 2009 la società ha festeggiato il suo centenario.

## Roster 2016-17
- Posizione: P=portiere; D=difensore C=centro; AS=ala sinistra; AD=ala destra;
- Presa/Tiro: SX=sinistra; DX=destra;
- (C)=capitano; (A)=capitano alternativo;

| Numero | Nazionalità            | Nome                  | Posizione | Presa/Tiro | Acquisito | Luogo di nascita                  |
| ------ | ---------------------- | --------------------- | --------- | ---------- | --------- | --------------------------------- |
| 31     | Canada (bandiera)      | Carey Price           | P         | SX         | 2005      | Anahim Lake (Columbia Britannica) |
| 35     | Stati Uniti (bandiera) | Al Montoya            | P         | SX         | 2016      | Chicago (Illinois)                |
| 45     | Canada (bandiera)      | Mark Barberio         | D         | SX         | 2015      | Montréal (Québec)                 |
| 28     | Canada (bandiera)      | Nathan Beaulieu       | D         | SX         | 2011      | London (Ontario)                  |
| 74     | Russia (bandiera)      | Alexei Emelin         | D         | DX         | 2004      | Togliatti (Unione Sovietica)      |
| 79     | Russia (bandiera)      | Andrei Markov (A)     | D         | SX         | 1997      | Voskresensk (Unione Sovietica)    |
| 8      | Stati Uniti (bandiera) | Greg Pateryn          | D         | DX         | 2012      | Sterling Heights (Michigan)       |
| 26     | Stati Uniti (bandiera) | Jeff Petry            | D         | DX         | 2015      | Ann Arbor (Michigan)              |
| 20     | Stati Uniti (bandiera) | Zach Redmond          | D         | DX         | 2016      | Traverse City (Michigan)          |
| 6      | Canada (bandiera)      | Shea Weber (A)        | D         | DX         | 2016      | Sicamous (Columbia Britannica)    |
| 41     | Canada (bandiera)      | Paul Byron            | AS        | SX         | 2015      | Ottawa (Ontario)                  |
| 43     | Canada (bandiera)      | Daniel Carr           | AS        | SX         | 2014      | Sherwood Park (Alberta)           |
| 24     | Canada (bandiera)      | Phillip Danault       | AS        | SX         | 2016      | Victoriaville (Québec)            |
| 51     | Canada (bandiera)      | David Desharnais      | C         | SX         | 2008      | Québec (città) (Québec)           |
| 32     | Stati Uniti (bandiera) | Brian Flynn           | C         | DX         | 2015      | Lynnfield (Massachusetts)         |
| 27     | Stati Uniti (bandiera) | Alex Galchenyuk       | C         | SX         | 2012      | Milwaukee (Wisconsin)             |
| 11     | Canada (bandiera)      | Brendan Gallagher (A) | AD        | DX         | 2010      | Edmonton (Alberta)                |
| 54     | Canada (bandiera)      | Charles Hudon         | AS        | SX         | 2012      | Alma (Québec)                     |
| 62     | Finlandia (bandiera)   | Artturi Lehkonen      | AS        | SX         | 2013      | Piikkiö (Finlandia)               |
| 17     | Canada (bandiera)      | Torrey Mitchell       | C         | DX         | 2015      | Greenfield Park (Québec)          |
| 67     | Stati Uniti (bandiera) | Max Pacioretty (C)    | AS        | SX         | 2007      | New Canaan (Connecticut)          |
| 14     | Rep. Ceca (bandiera)   | Tomáš Plekanec (A)    | C         | SX         | 2001      | Kladno (Cecoslovacchia)           |
| 47     | Russia (bandiera)      | Alexander Radulov     | AD        | SX         | 2016      | Nižnij Tagil (Unione Sovietica)   |
| 65     | Canada (bandiera)      | Andrew Shaw           | C         | DX         | 2016      | Belleville (Ontario)              |
| 15     | Canada (bandiera)      | Chris Terry           | AS        | SX         | 2016      | Brampton (Ontario)                |

- Aggiornata al 25 novembre 2016